# Tinkara Kovač
Tinkara Kovač (ur. 3 września 1978 w Koperze) – słoweńska piosenkarka, flecistka, autorka tekstów i muzyki, producentka, reprezentantka Słowenii w 59. Konkursie Piosenki Eurowizji w 2014 roku.

## Życiorys

### 1997–2003: Początki kariery, pierwsze płyty

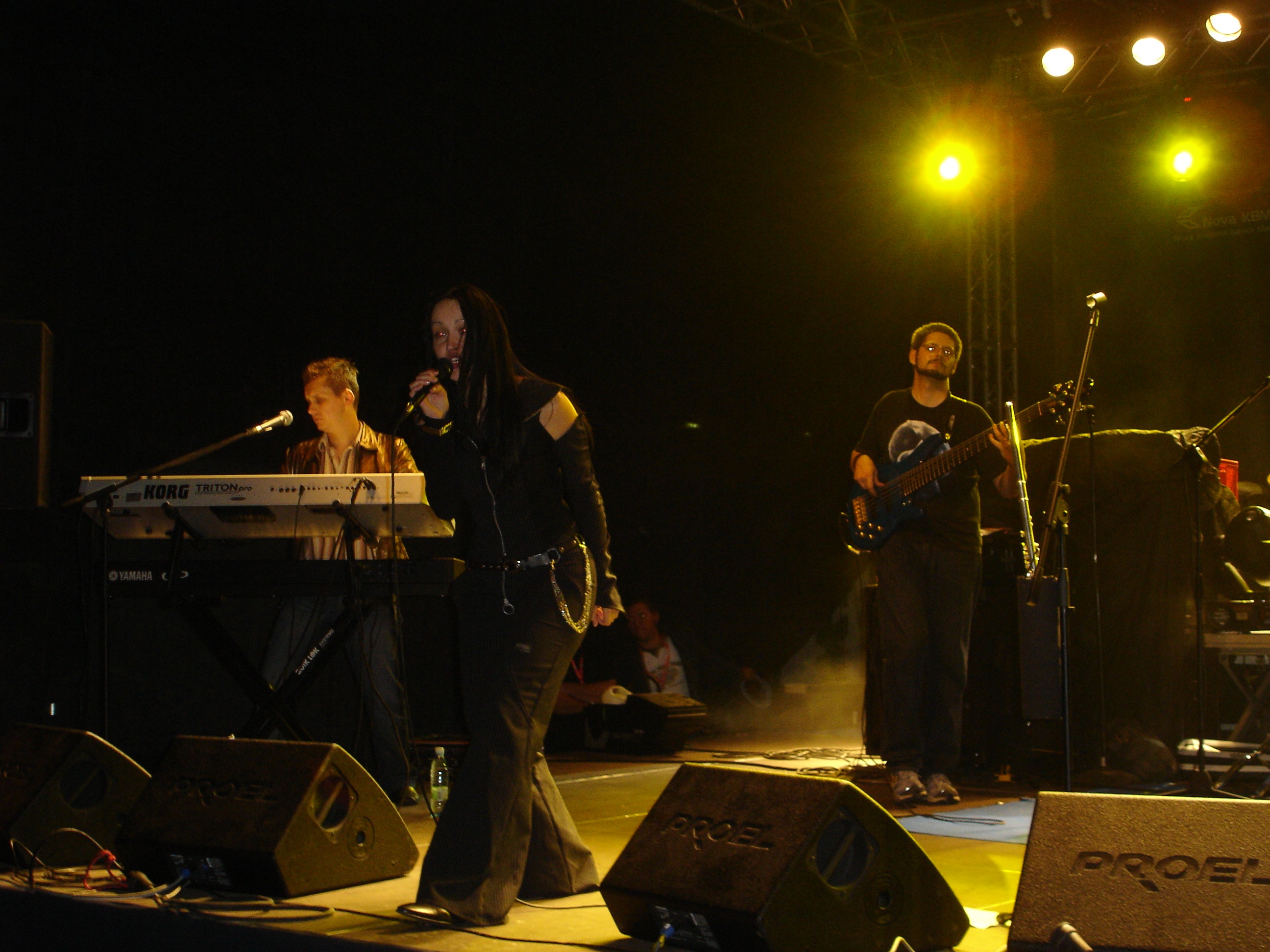
Kovač podczas koncertu w 2007 roku

Kovač rozpoczęła swoją karierę muzyczną w 1997 roku dzięki udziałowi w festiwalu Portorož, podczas którego wygrała nagrodę w kategorii Najbardziej obiecujący wykonawca. Podczas konkursu została zauważona przez Danilo Kocjančicia, który razem z autorem tekstów Drago Mislejem stworzył materiał na debiutancką płytę piosenkarki zatytułowaną Ne odhaja poletje i wydaną w 1997 roku. Na płycie znalazł się m.in. utwór „Veter z juga”, z którym piosenkarka wzięła udział w słoweńskich eliminacjach do 42. Konkursu Piosenki Eurowizji. W finale selekcji zajęła ostatecznie 10. miejsce. W tym samym roku zdobyła pierwszą nagrodę podczas festiwalu Melodies of the Sea 1997.
W 1998 roku wystartowała w słoweńskim festiwalu muzycznym z utworem „Moški in ženska”. Rok później ukazał się jej kolejny album studyjny pt. Košček neba, którą promował singiel „Zakaj”, z którym artystka zajęła drugie miejsce w krajowych eliminacjach do 44. Konkursu Piosenki Eurowizji, przegrywając o dwa punkty z Darją Švajger.
W 2001 Kovač podpisała kontrakt muzyczny z wytwórnią Dallas Records, która wydała jej trzeci album studyjny zatytułowany Na robu kroga. Płytę promował singiel „Sonce v oceh”, z którym piosenkarka wystartowała w krajowych selekcjach do 46. Konkursu Piosenki Eurowizji. Pod koniec lutego zaśpiewała w półfinale eliminacji i zakwalifikowała się do finału, w którym zajęła ostatecznie piąte miejsce.
W 2003 premierę miała czwarta płyta długogrająca w dorobku artystki zatytułowana O-range, którą promował singiel „Spezzacuori”.

### 2004–2008:Enigma,aQa
W 2004 roku na jeden z koncertów w Cankarjev w Lublanie zaprosiła Iana Andersona, który zachęcił ją do nauki gry na flecie. Latem piosenkarka wzięła udział w trasie koncertowej jego zespołu Jethro Tull, w ramach której wystąpili w Chorwacji, Austrii, Niemczech i we Włoszech. W tym samym roku wydała swoją kolejną płytę długogrającą zatytułowaną Enigma, a rok później – międzynarodowe wydanie albumu O-range.

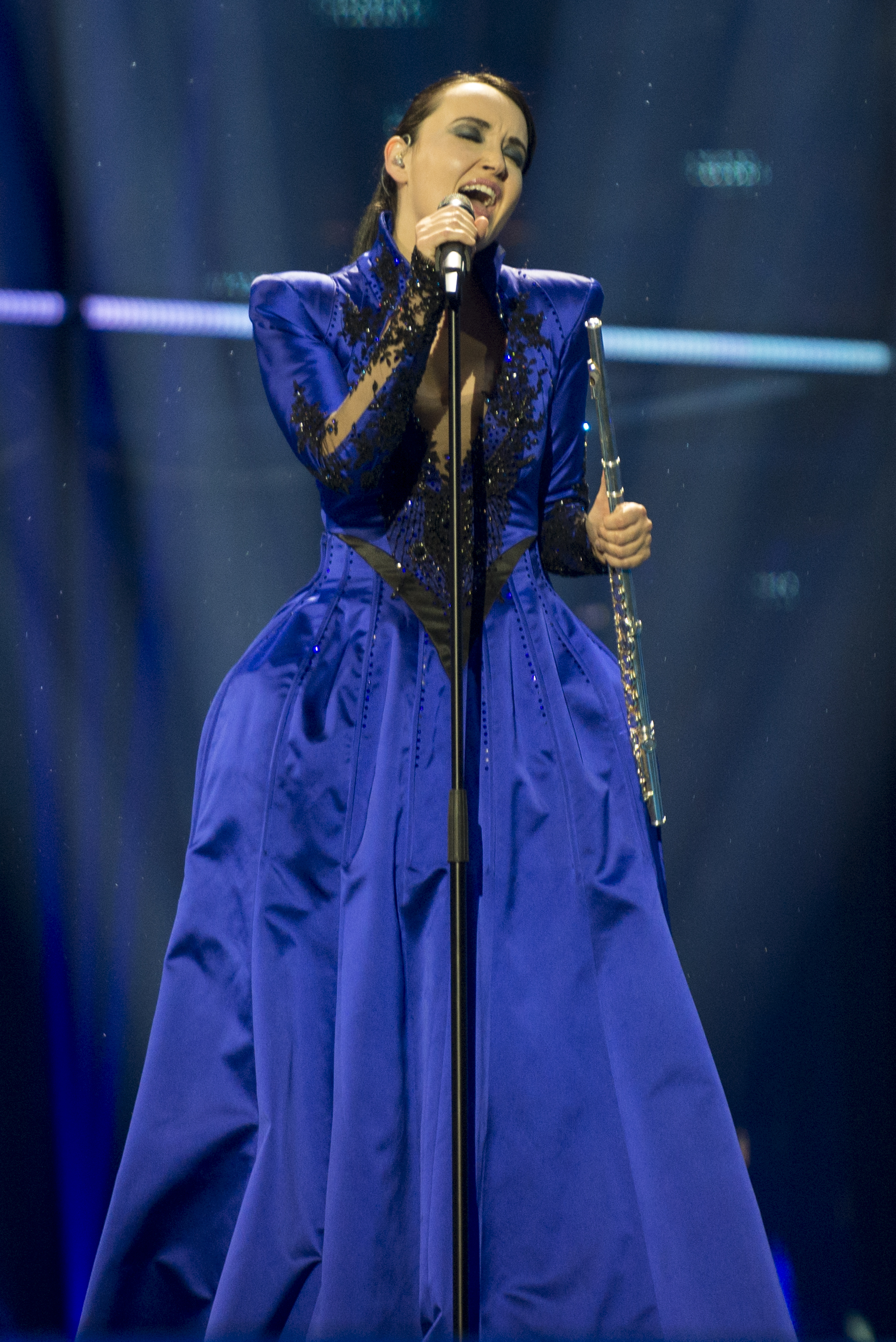
Kovač podczas prób do występu w 59. Konkursie Piosenki Eurowizji w 2014 roku

W 2007 roku zaśpiewała gościnnie u boku Roberta Planta z grupy Led Zeppelin podczas jego koncertu w Koprze. W tym samym roku premierę miał kolejny album studyjny artystki pt. aQa, na którym znalazły się m.in. dwa utwory nagrane w duecie z Andersonem.

### 2009–2013:The Best of,Rastemo
W 2009 roku Kovač wydała swoją debiutancką płytę kompilacyjną pt. The Best of, na której znalazły się jej najpopularniejsze utwory. W 2012 roku premierę miał siódmy krążek studyjny artystki zatytułowany Rastemo. W styczniu 2013 roku wydała album Zazibanke zawierający kołysanki oraz opowiadania dla dzieci. W czerwcu tegoż roku została przewodniczącym Stowarzyszenia Villenica.

### Od 2014: Konkurs Piosenki Eurowizji
W lutym 2014 roku Kovač została ogłoszona jedną z siedmiu finalistów słoweńskich eliminacji do 59. Konkursie Piosenki Eurowizji, do których zgłosiła się z utworem „Spet”. W marcu ostatecznie wygrała finał selekcji po zdobyciu łącznie 7932 głosów telewidzów, dzięki czemu została reprezentantką Słowenii podczas Konkursu Piosenki Eurowizji organizowanego w Kopenhadze.
Po wygraniu festiwalu piosenkarka nagrała anglojęzyczną wersję swojego konkursowego utworu – „Round and Round”. 8 maja zaprezentowała ją w drugim półfinale Konkursu Piosenki Eurowizji, z którego zakwalifikowała się z 10. miejsca do koncertu finałowego, w którym zajęła ostatecznie przedostatnie, 25. miejsce z 9 punktami na koncie.

## Dyskografia

### Albumy studyjne
- Ne odhaja poletje (1997)
- Košček neba (1999)
- Na robu kroga (2001)
- O-range (2003)
- Enigma (2004, reedycja w 2005)
- aQa (2007)
- Rastemo (2012)
- Zazibanke (2013)

### Albumy kompilacyjne
- The Best of Tinkara (2009)